# KWS Houthulst
KWS Houthulst is een Belgische voetbalclub uit Houthulst. De club is bij de Belgische Voetbalbond aangesloten met stamnummer 2833 en heeft oranje-paars als clubkleuren.

## Geschiedenis
KWS Houthulst sloot zich in het jaar 1922 aan bij de Koninklijke Belgische Voetbalbond
In 1922 werd in Houthulst, grotendeels verwoest tijdens de Eerste Wereldoorlog, door de Broeders Xaverianen uit Brugge samen met enkele sportieve mensen werd een voetbalclub opgericht. De eerste wedstrijden vonden plaats op een weide van boer Cyriel Vanneste waar nu de Printaniawijk gevestigd is.
Tot aan de vooravond van de Tweede Wereldoorlog werd in gewestelijke reeksen gespeeld met een eerste kampioenstitel in het seizoen 1940-1941 en promotie naar de toenmalige bevordering met onder andere Club Brugge en Cercle Brugge, Waregem Sport, Stade Kortrijk, Excelsior Moeskroen en KSK Roeselare.
Een dieptepunt van de club was de razzia van de Duitse Gestapo in Houthulst waardoor de competitie in november 1943 werd stopgezet. Enkele burgers waaronder spelers van de club werden opgepakt en kwamen nooit meer terug.
Na de Tweede Wereldoorlog werd hoofdzakelijk in tweede en derde provinciale gespeeld met kampioenjaren in 1946, 1959 en 1960 waardoor tot en met 1968 in eerste provinciale gespeeld werd. Tussen 1962 en 1966 was trainer Pol Gernaey van AS Oostende actief bij KWS Houthulst, voordien doelman bij het Belgisch voetbalelftal.
De laatste generaties werd afwisselend in tweede en derde provinciale gespeeld, slechts eenmaal, in 1984-1985, werd er in vierde provinciale gespeeld.
In het voetbalseizoen 2019-2020 startte K.WS Houthulst met een 2de eerste elftal in vierde provinciale.
Op zondag 15/08/2021 speelde K.WS Houthulst sinds eerst in hun geschiedenis de 3e ronde van de Beker van België (Croky Cup). De tegenstander was Eendracht Aalst en werd verloren met 2-0.
Vanaf 2022 speelt KWS Houthulst haar thuismatchen in de Bricx Arena.

In seizoen 2023/24 speelde Woudsport Houthulst kampioen, en promoveerde rechtstreeks naar Eerst Provinciale.

## Resultaten
| Seizoen | Klasse | Klasse | Klasse | Klasse | Klasse | Klasse | Klasse | Klasse | Klasse | Reeks                                                    | Punten                                                   | Opmerkingen                                              |
|         | 1A     | 1B     | 1Am    | 2Am    | 3Am    | P.I    | P.II   | P.III  | P.IV   | Vanaf 2016-17 zijn er 3 nationale en 2 regionale niveaus | Vanaf 2016-17 zijn er 3 nationale en 2 regionale niveaus | Vanaf 2016-17 zijn er 3 nationale en 2 regionale niveaus |
| ------- | ------ | ------ | ------ | ------ | ------ | ------ | ------ | ------ | ------ | -------------------------------------------------------- | -------------------------------------------------------- | -------------------------------------------------------- |
| 2016/17 |        |        |        |        |        |        |        | 7      |        | Derde prov. W.-Vl. A                                     | 47                                                       |                                                          |
| 2017/18 |        |        |        |        |        |        |        | 8      |        | Derde prov. W.-Vl. A                                     | 45                                                       |                                                          |
| 2018/19 |        |        |        |        |        |        |        | 9      |        | Derde prov. W.-Vl. A                                     | 41                                                       |                                                          |
| 2019/20 |        |        |        |        |        |        |        | 4      |        | Derde prov. W.-Vl. A                                     | 52                                                       | Promotie via eindronde                                   |
| 2020/21 |        |        |        |        |        |        | -      |        |        | Tweede prov. W.-Vl. A                                    | -                                                        | Seizoen geschrapt wegens COVID                           |
| 2021/22 |        |        |        |        |        |        | 7      |        |        | Tweede prov. W.-Vl. A                                    | 43                                                       |                                                          |
| 2022/23 |        |        |        |        |        |        | 3      |        |        | Tweede prov. W.-Vl. B                                    | 57                                                       |                                                          |
| 2023/24 |        |        |        |        |        |        | 1      |        |        | Tweede prov. W.-Vl. A                                    | 59                                                       | Kampioen                                                 |
| 2024/25 |        |        |        |        |        | 13     |        |        |        | Eerste prov. W.-Vl.                                      | 29                                                       |                                                          |
| 2025/26 |        |        |        |        |        |        |        |        |        | Tweede prov. W.-Vl. A                                    |                                                          |                                                          |